# Whataya Want from Me
«Whataya Want from Me» —en español: «¿Qué quieres de mi?»— es el segundo sencillo del vocalista pop y subcampeón de American Idol, en la octava temporada, Adam Lambert de su álbum debut For Your Entertainment. Es su primer sencillo en llegar al top 10 del Billboard Hot 100.
La canción fue producida por Max Martin y Johan Shellback, y escrita y grabada por Pink para su quinto álbum de estudio, Funhouse, pero no se incluyó en la lista definitiva. Los otros productores colaboraron con Britney Spears, Katy Perry, y sus compañeros ídolos Kelly Clarkson, Daughtry, Allison Iraheta y Carrie Underwood.

## Promoción
Para promover el álbum de varias canciones del álbum fueron realizadas en vivo en AOL Sessions incluyendo Whataya Want from Me.
"Whataya Want from Me"  hizo su debut en vivo en El Show de CBS the morning el 25 de noviembre de 2009.  Él interpretó dos canciones, y le hicieron una entrevista en vivo para hablar de su actuación en el American Music Awards que causó tanta controversia. Su aparición en el programa matutino señaló a los aficionados de todo el mundo por venir verlo en vivo.
Lambert interpretó Whataya Want from Me en Late Show con David Letterman el 25 de noviembre de 2009.
Lambert fue entrevistado y realizó en El Show de Ellen DeGeneres el 1 de diciembre de 2009.
Lambert interpretó en The Tonight Show con Conan O'Brien el 14 de diciembre de 2009.
Adam Lambert volvió a su Fox raíces con una actuación en directo de su nuevo sencillo en el final de temporada de So You Think You Can Dance el 16 de diciembre de 2009. Actuó en la serie con otros artistas como Jennifer López y Mary J. Blige . MTV llamó a su rendimiento "show-stopping".
Lambert interpretó en El Show de Jay Leno el 21 de diciembre de 2009.Adam también aclaró algunos rumores que se difundieron en todo el mes pasado.
Lambert interpretó y entrevistado en El Show de Oprah Winfrey el 20 de enero de 2010.  Fue su primera actuación de 2010, durante la cual se discutió la controversia en torno a su actuación AMA, su vida , su rápido ascenso a la fama, y su breve encuentro con Madonna.
Lambert interpretó en el programa de Australia Sunrise .El sencillo ha alcanzado su pico dentro de los diez primeros en Australia.
En marzo de 2010, Lambert interpretó en VH1's "Unplugged", donde realizó un rendimiento privado de esta y otras canciones de su álbum.
En abril de 2010, Lambert interpretó la canción en American Idol , después de haber actuado como mentor de los corcunsantes de la temporada nueve durante el "Tema de la Semana fue Elvis Presley ".
Durante abril y mayo del 2010, Lambert promovió el sencillo a nivel internacional, actuando en el X Factor de Finlandia, en Suecia,  en los Países Bajos, en Alemania,  en el Reino Unido en el programa matutino de GMTV, y en Suiza.

## Certificaciones y ventas
"Whataya Want from Me" ha vendido 1 582 000 de copias solo en Estados Unidos , a nivel mundial ha vendido más de 2 500 000 de copias siendo certificado oro y platino en varios países.
| País        | Certificaciones |
| ----------- | --------------- |
| Canadá      | 2× Platino      |
| New Zealand | Platino         |
| Australia   | 2x Platino      |
| Denmark     | Oro             |
| Germany     | Oro             |
| Switzerland | Oro             |
| EUA         | Platino         |

## Rendimiento en listas
| Listas (2010)                                | Mejor Posición |
| -------------------------------------------- | -------------- |
| Australian Singles Chart                     | 4              |
| Austria Top 75                               | 4              |
| Belgium Ultratop Flanders                    | 2              |
| Canadian Hot 100                             | 3              |
| Colombia Los 40 Principales                  | 8              |
| Czech Republic Top 100                       | 3              |
| Danish Singles Chart                         | 12             |
| Dutch Top 40                                 | 7              |
| European Hot 100                             | 21             |
| Finland Suomen lista                         | 2              |
| German Singles Chart                         | 5              |
| Hungarian Airplay Chart                      | 3              |
| New Zealand                                  | 4              |
| Norway Singles Top 20                        | 18             |
| Polish Airplay Chart                         | 1              |
| Slovenia Top 20                              | 1              |
| Slovakia Radio Top 100                       | 25             |
| Swedish Singles Chart                        | 8              |
| Swiss Singles Top 75                         | 6              |
| UK Singles Chart                             | 53             |
| U.S. Billboard Hot 100                       | 10             |
| U.S. Billboard Mainstream Top 40 (Pop Songs) | 12             |
| U.S. Billboard Hot Adult Top 40 Tracks       | 2              |